# En sten i vores hjerte
En sten i vores hjerte ('Een steen in ons hart') is een Deense documentaire uit 2018 onder regie van Jette Bitten Glibstrup.

## Inhoud
Moeder Lillian en dochter Jette beklimmen een berg in Zwitserland. Deze berg roept veel herinneringen op. Ze trekken van hut naar hut terwijl ze graven in een duister verleden dat moeder jarenlang heeft verdrongen: Jette werd tijdens haar jeugd seksueel misbruikt door haar stiefvader. Sommige aanrandingen vonden plaats in de hutten waar Jette en Lillian nu naar terugkeren. Het volharden van Jette om haar moeder aan het denken te zetten en haar verantwoordelijkheid te laten nemen, stelt de relatie tussen de twee vrouwen op de proef.

## Personages
- Jette Bitten Glibstrup
- Lillian Glibstrup